# Sông Shkotovka
Shkotovka (tiếng Nga: Шкотовка) là một sông tại vùng Primorsky của Nga.
Sông có chiều dài 59 km, diện tích lưu vực là 714 km². Sông khởi nguồn từ miền nam Sikhote-Alin ('dãy 'Bolshoy Vorobey, nghĩa là Chim sẻ Lớn) và chảy vào vịnh Ussuri của biển Nhật Bản gần điểm định cư Shkotovo.
Sông được đặt tên theo Nikolay Shkot vào năm 1972. Tên cũ của sông là Qimuhe.
Bên bờ sông có các điểm định cư Shkotovo, Novorossiya, Tsentralnoye và Novaya Moskva.